# 三木城
三木城（みきじょう）は、播磨国美嚢郡三木（現・兵庫県三木市上の丸町）にあった日本の城。平山城。釜山城や別所城とも呼ばれる。小寺氏の御着城、三木氏の英賀城と並び播磨三大城と称された。

## 概要
城跡は美嚢川の南岸の台地にあり、明石の北約19km、姫路の東約31kmの地にあり、それほど肥沃の土地ではなかったが、京都-有馬は古くから整備された交通の要所（湯山街道）に築城された。
天正6年（1578年）から2年（20ヵ月）に渡って、織田方の羽柴秀吉と別所長治との間で兵糧攻め、三木合戦（三木の干殺し）を含めて、激しい攻城戦が繰り広げられたことで知られている。この三木合戦の際には神吉城（印南郡）、志方城（印南郡）、淡河城（美嚢郡）、高砂城（加古郡）、端谷城（明石郡）など東播磨各地の城が支城として別所方に従った。
本来の城郭は現在の三木市街地部分も含むものであったが、本丸周辺だけが上の丸公園として残っている。公園内には長治の辞世「今はただうらみもあらじ諸人のいのちにかはる我身とおもへば」の歌碑や、城外への抜け穴があったと伝えられる「かんかん井戸」、そして近年立てられた長治の像がある。公園に隣接してみき歴史資料館（旧三木市立図書館）、城郭跡の下には滑原（なめら）商店街がある。
毎年5月5日には長冶を偲び、「別所公春まつり」が開催されている。

## 沿革
三木城の築城時期に関しては諸説あってはっきりしない。そもそも君ヶ峰城が三木城の初見で、後に現在の地に移築されたのではないか、という説もある。三木戦史「明応元年（1492年）九月三木ノ釜山城ヲ築キテ之二拠リ」とあるので、この地に三木城が築かれたのは、この明応元年前後ではないかと推定される。
この地に城を築いたのは別所則治で、突然歴史上に登場する。文明15年（1483年）冬、播磨守護赤松政則が山名政豊に大敗し堺に逃亡した。翌文明16年（1484年）2月に政則が家臣団により家督を廃されたが、別所則治は政則を擁して上京し、室町幕府大御所足利義政の助力を得て家督を復活させた。それ以来則治は数々の武功を挙げ政則より8郡が与えられ、その地域に三木城を築城し、別所氏は赤松氏家臣団の中で浦上氏に次ぐ実力者となったようである。
則治の孫・別所就治の時代になると、三木城も戦場の地となる。就治と浦上村宗が内紛状態となり、享禄3年（1530年）夏に就治は柳本賢治に援軍を要請、依藤城を攻城していたが、柳本賢治が就寝中に暗殺されてしまった。それを皮切りに細川高国・村宗連合軍が三木城をはじめ御着城、有田城に攻撃を開始、落城させた。この戦いが三木城の攻城戦の初見ではないかと推定される。就治は一旦国外に脱出したようだが、翌享禄4年（1531年）の中嶋の戦い・大物崩れで村宗が討取られ、高国も自害すると就治も三木城に戻ったようで、東播磨で大きく勢力を伸ばしていった。
その後天文7年・8年（1538年・1539年）の2度に渡って尼子詮久（後の晴久）が三木城を攻撃してきた。この時赤松氏の国人衆はほとんどが尼子軍に下り、三木城のみが東播磨の拠点となった。しかし赤松晴政は2回も国外に脱出したため、守護としての地位が落ちていったが、代わりに就治の東播磨での地位は上がり、赤松氏から細川晴元派へ与していく。
しかし、晴元を京都から追放した三好長慶に目をつけられ、有馬重則と対立していたことを口実に三好軍の攻撃を受ける事態になり、天文23年（1554年）9月、長慶の同族・三好長逸に三木城の支城7つを落城させられてしまった。ついで同年11月に、長慶は援軍として弟の三好実休を送りこみ枝吉城を攻囲、翌天文24年（1555年）に明石氏は三好軍と和議を結び、就治も支えきれず和議を結んだ。ここから就治は三好三人衆軍に組み入れられ大和まで出陣したようである（東大寺大仏殿の戦い）。その後永禄2年（1559年）には宿敵であった依藤氏を滅ぼした。

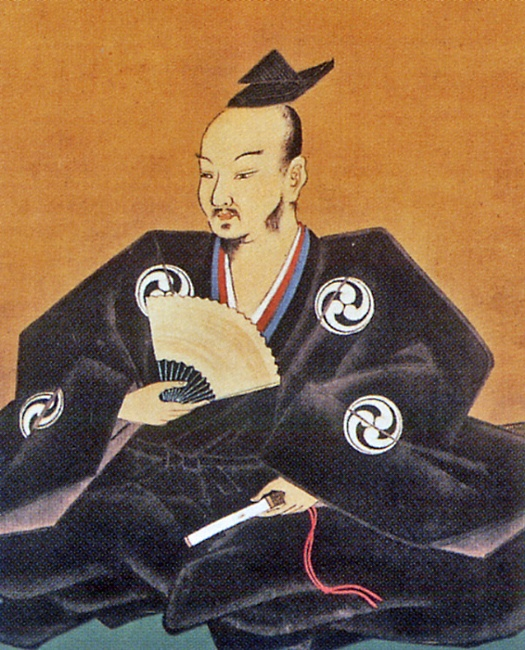
別所長治画像

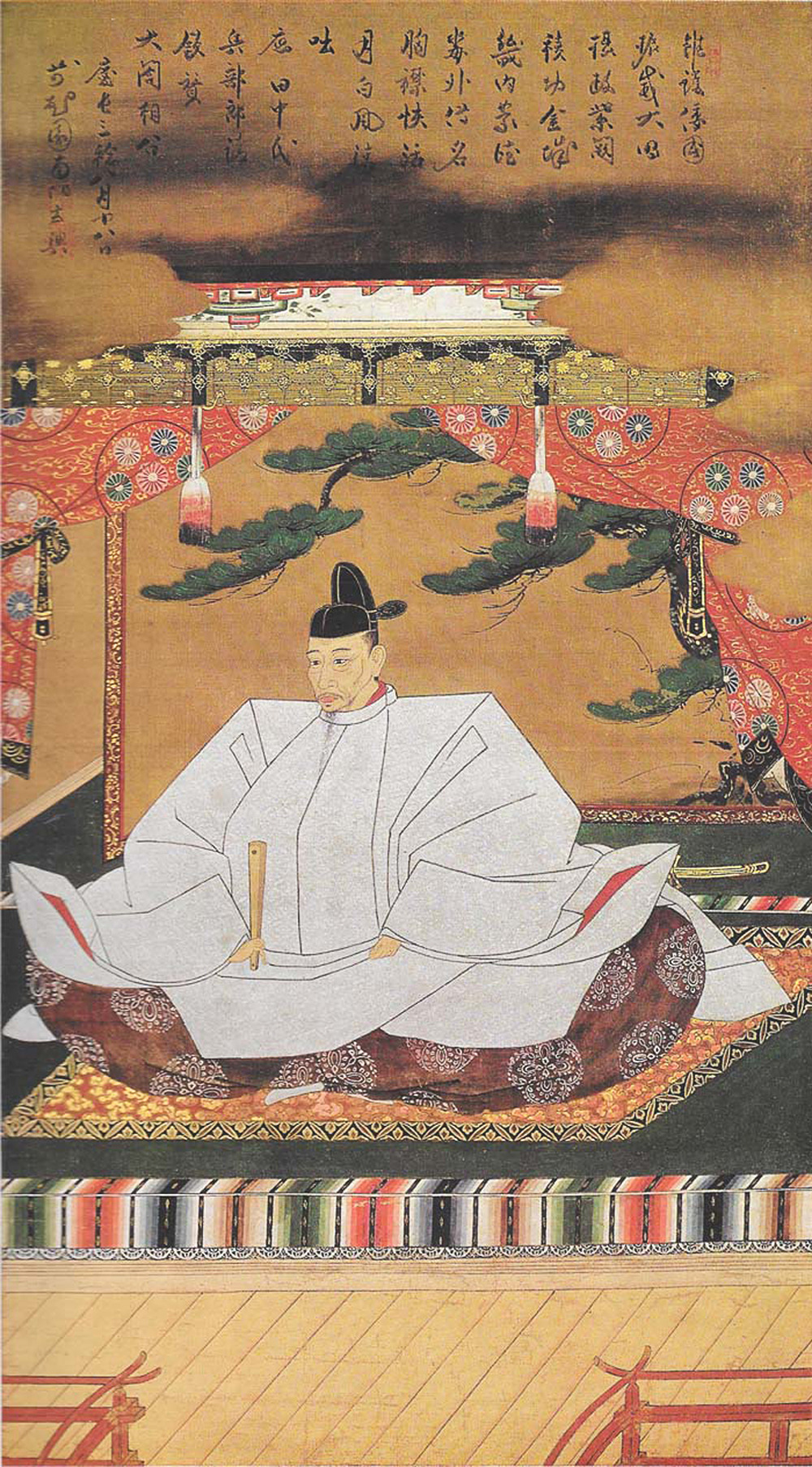
豐臣秀吉画像（復元模写）

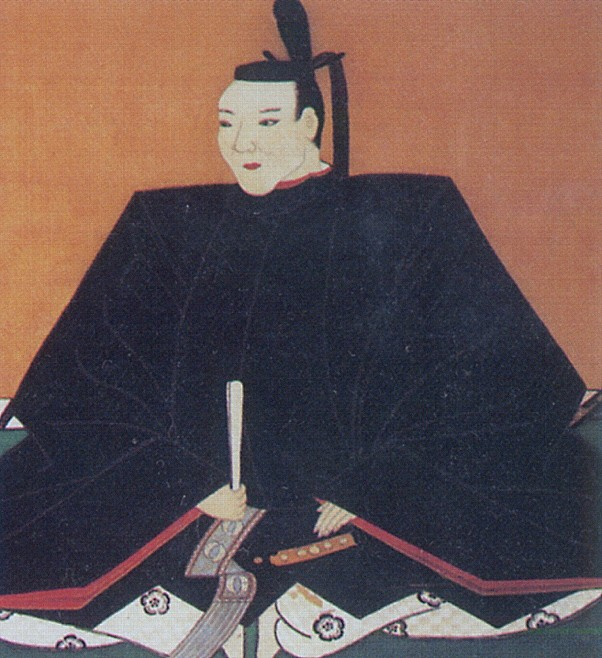
中川秀成画像

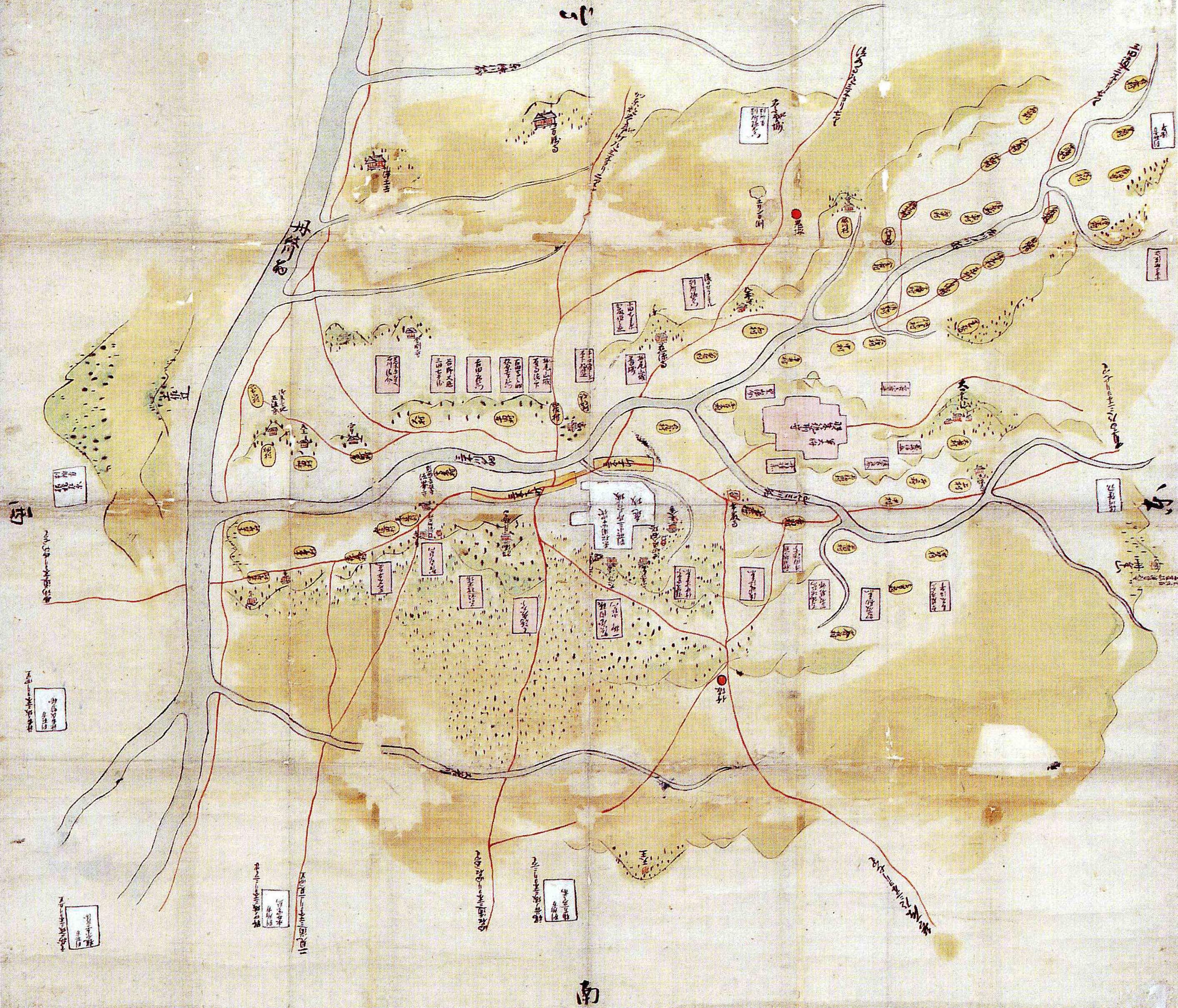
「羽柴秀吉三木城包囲図」

別所安治に代わった永禄11年（1568年）には三人衆を見限り織田信長方についた。翌永禄12年（1569年）に安治は織田軍として西播磨へ攻め込んだが、逆に三人衆軍として浦上宗景が三木城に来襲してきた。しかし、翌永禄13年（1570年）に再び西播磨に攻め込む。また、当主が別所長治に変わり、北播磨の在田氏も滅ぼすと戦国大名化していった。
天正6年（1578年）3月7日、毛利氏攻めの先鋒を務めると信長に約した長治は突如三木城に立て籠もり、羽柴秀吉に叛旗を翻した。加古川会談で意見対立したのが原因と思われているが、『日本城郭大系』ではその前に毛利輝元と筋書きが整っていたとし、輝元の外交上の勝利であると解説している。
当初織田軍は戸惑ったようであるが、三木城の城下町を焼き払い、監視する番城のみを置き、別所長治軍に与している城を一つ一つ攻め落としていった。翌天正7年（1579年）5月末には完全に三木城を攻囲し兵糧を断つ戦術に出た。羽柴秀吉隊は出る杭を打つというような戦術で自ら討って出ることはなく、同年2月と9月に別所長治軍は合戦を挑んできたが、いずれも敗北している。翌8年（1580年）1月6日から本格的に攻城を開始し、同1月15日に開城を勧告し、長治もこれに応じ一族ともに自害した。長期戦となったものの、三木城への攻城戦は半月で決着がついた。
この時の詳しい合戦の様子は三木合戦も参照。
その後秀吉は姫路城を居城とし、三木城には城代を入れた。天正13年（1585年）8月に中川秀政が入城するが、文禄元年（1592年）に秀政が朝鮮出兵で戦死すると弟の中川秀成が跡を継ぎ、文禄3年（1594年）に豊後へ移封された。その後は豊臣氏の直轄地となり城番が入った。城番には賀須屋内膳、福原七郎左衛門、福原右馬助、朝日右衛門大夫、青木将監、杉原伯耆守の名が歴代として伝わるが、実態ははっきりしない。ただ、豊岡城主である杉原が三木城番を兼ねていたことは文書が残っている。
関ヶ原の戦いの結果、池田輝政が播磨52万石の大名となり、姫路城主となると、三木城も6つの支城の一つとなり、宿老の伊木忠次が3万石を知行し三木城の城主となった。その後伊木忠繁が継ぐが元和元年（1615年）、一国一城令によって破却された。
伊木忠繁は国替えにより退出し、明石城の築城の際に三木城の古材も使用したと言われているが、それを裏付ける証拠は現在まで発見されていない。

### 略年表
| 和暦     | 西暦           | 主な出来事                                       |
| -------- | -------------- | ------------------------------------------------ |
| 明応元年 | 1492年         | 別所則治によって築城。                           |
| 享禄3年  | 1530年         | 浦上村宗により落城。城主の別所就治は落ち延びる。 |
| 享禄4年  | 1531年         | 大物崩れで浦上村宗の死に伴い就治が三木城を奪還。 |
| 天正6年  | 1578年         | 羽柴秀吉による三木合戦が始まる。                 |
| 天正8年  | 1580年         | 羽柴秀吉の「三木の干し殺し」により落城。         |
| 天正年間 | 1581年- 1592年 | 天守が増築される。                               |
| 元和3年  | 1617年         | 一国一城令により廃城となる。                     |
| 元和5年  | 1619年         | 三木城の遺材も用いられた明石城が完成。           |

### 歴代城主
| 何代城主 | 初代城主 | 2代城主  | 3代城主  | 4代城主                   | 5代城主                 | 6代城主  |
| -------- | -------- | -------- | -------- | ------------------------- | ----------------------- | -------- |
| 城主名   | 別所則治 | 別所則定 | 別所就治 | 別所安治                  | 別所長治                | 杉原家次 |
| 何代城主 | 7代城主  | 8代城主  | 9代城主  | 10代城主                  | 11代城主                | 12代城主 |
| 城主名   | 前野長康 | 中川秀政 | 中川秀成 | 杉原長房 豊岡城城主が領有 | 伊木忠次 池田輝政の家老 | 伊木忠繁 |

## 城郭

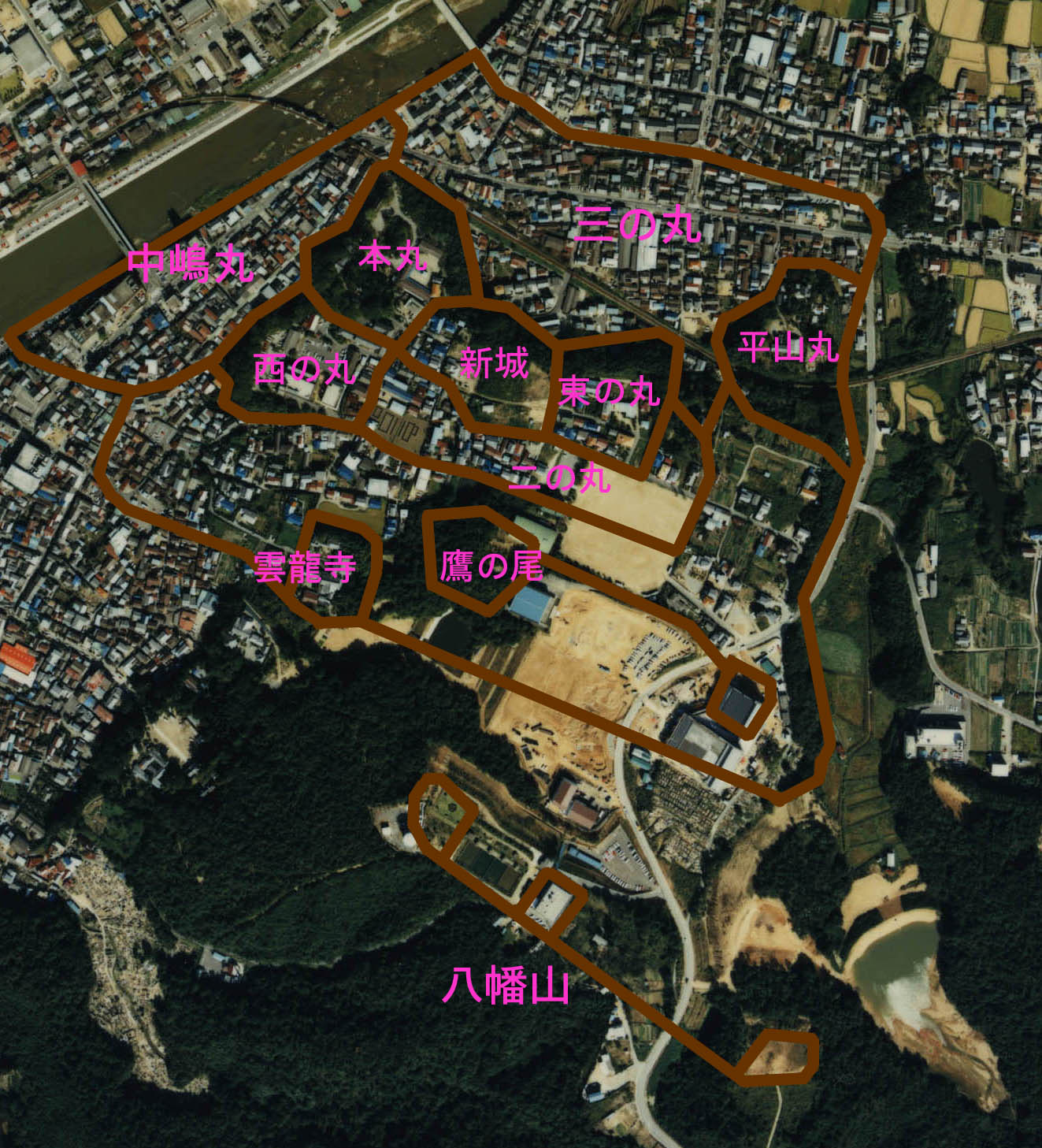
三木城の推定縄張り図／昭和60年度のカラー空中写真

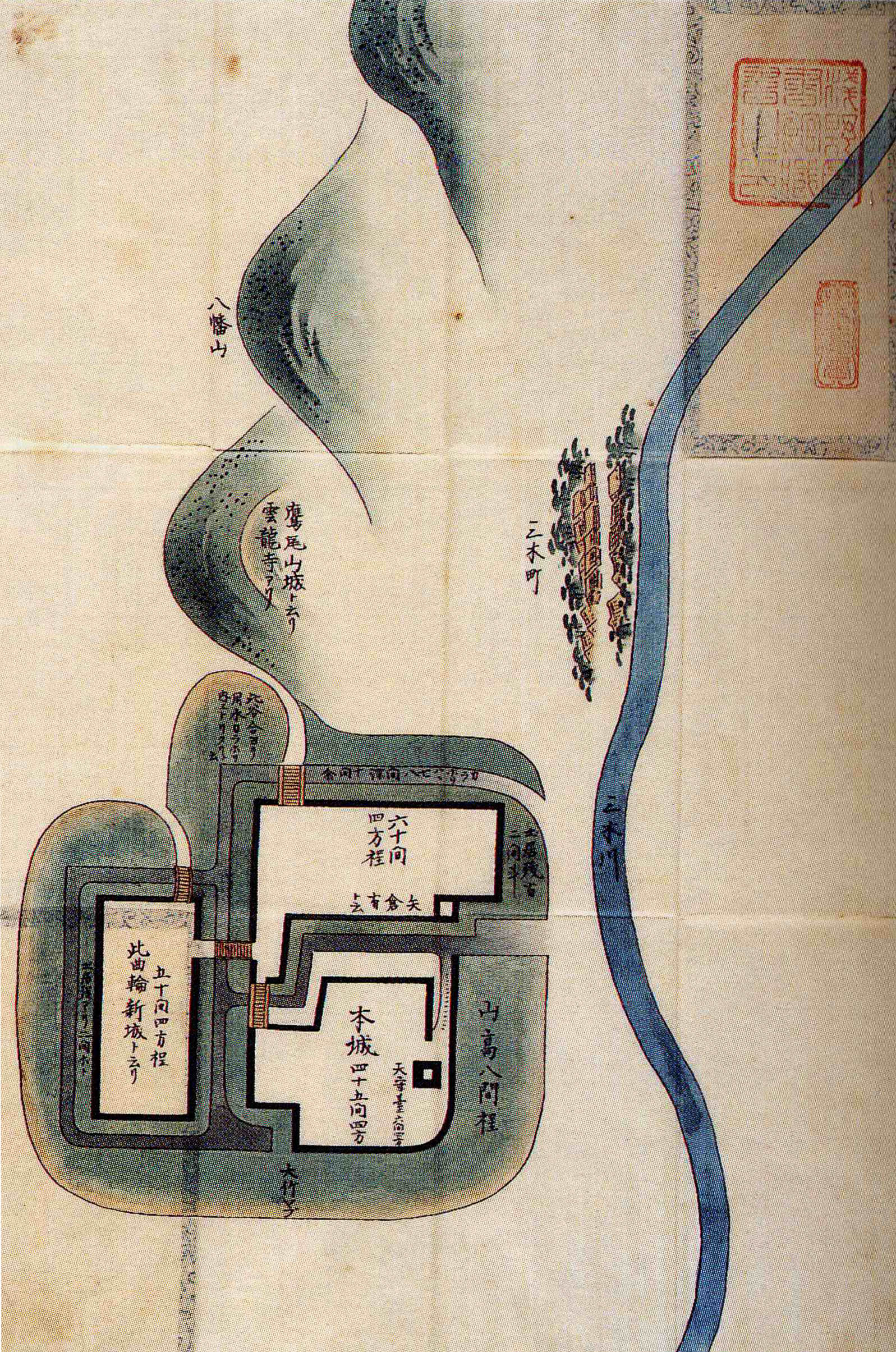
播磨国三木城諸国古城之図/浅野文庫所蔵

三木城は堅城であるが、三木合戦以前にも幾度か落城の憂き目にあっており、その都度拡張し防備が強化され、日本有数の堅城になったと思われている。現在の三木城跡には当時をしのばせる物は非常に少ない。別所長治公400年を記念してコンクリートの塀が築かれたが、これは近世城郭の塀で、少なくても別所長治時代の塀は土塁と塀を連携したようなものであったと思われている。また本丸の西側の崖には腰曲輪のようなものがあったがコンクリートで固めてしまっている。

### 本丸
本丸の標高58.2m、比高は約20mの切崖に囲まれ、南側と北側に空堀が設けられている。ここには稲荷神社、三木市立金物資料館、保育所があり、井戸が数か所見つかっている。また本丸北側にはかんかん井戸と呼ばれている本丸井戸があり直径は3.6m、深さ25mあり、昭和初めに掘りなおされた。この井戸より別所氏が使用したと伝承されている鐙が出土し雲竜寺に保存されている。また本丸には天守台と言われる場所があるが、『三木城復元図』によるとこの場所は「矢倉」と記載されている。またこの『三木城復元図』によると、ちょうど保育園がある場所が「御殿」との記載があり、保育所建設時に礎石とみられる石列と多量の炭が出土しており、御殿跡が推察されている。またこの『三木城復元図』には御殿の横に天守と呼ばれる曲輪がある。しかしその場所は『大攻城戦』によると、少なくとも別所長治時代までは「天守は築かれていなかった」と記載している。

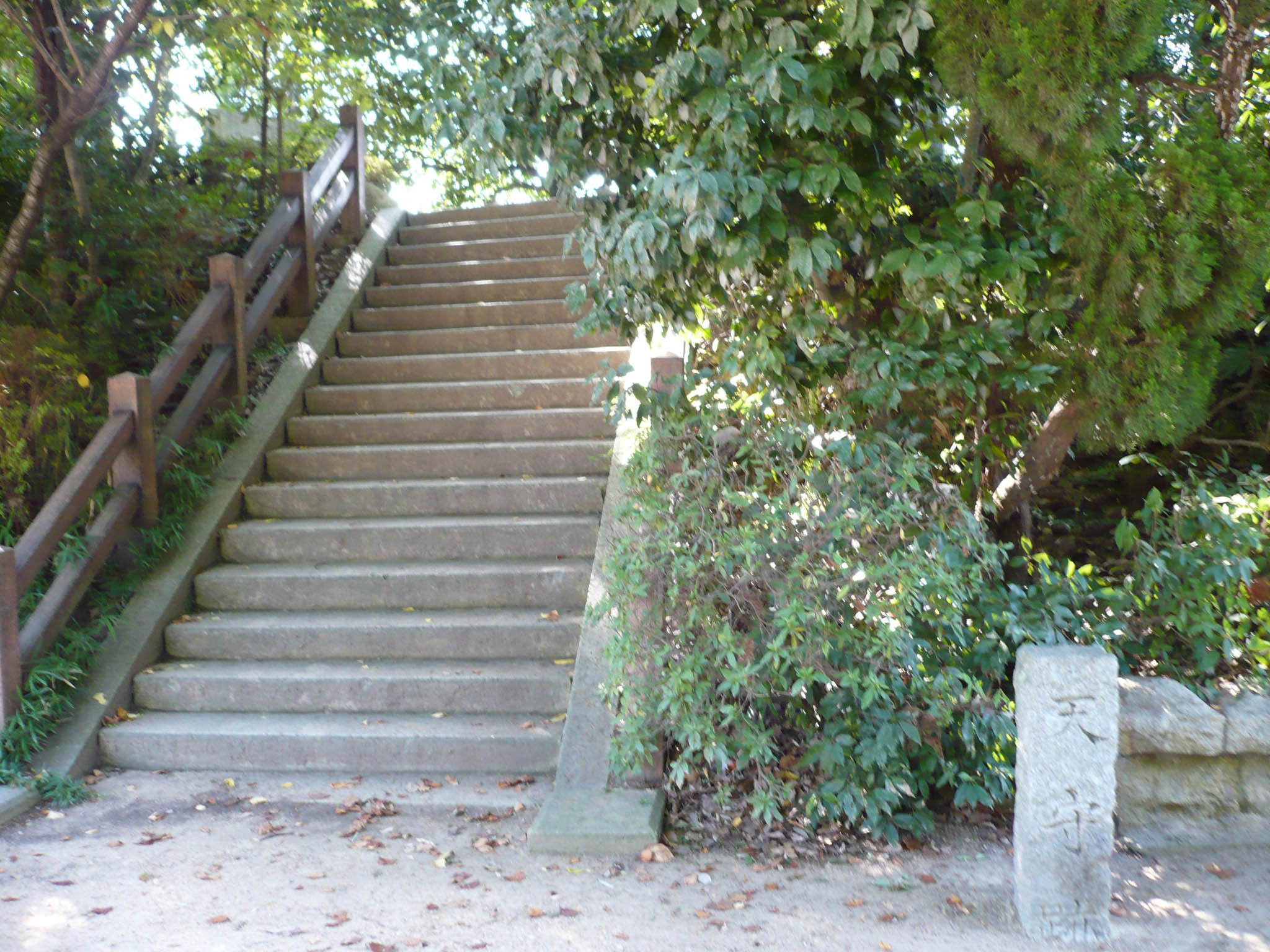
天守台
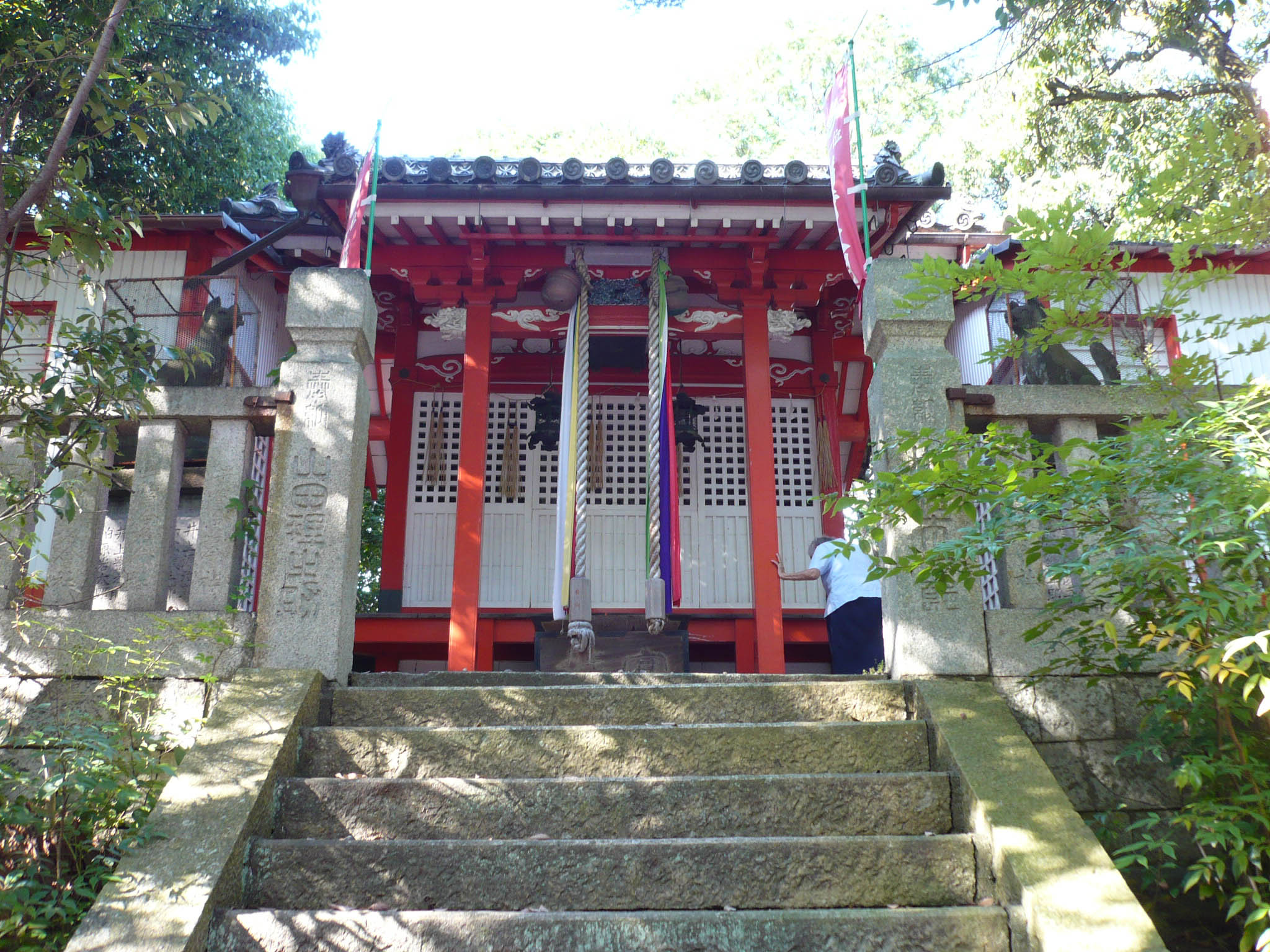
稲荷神社
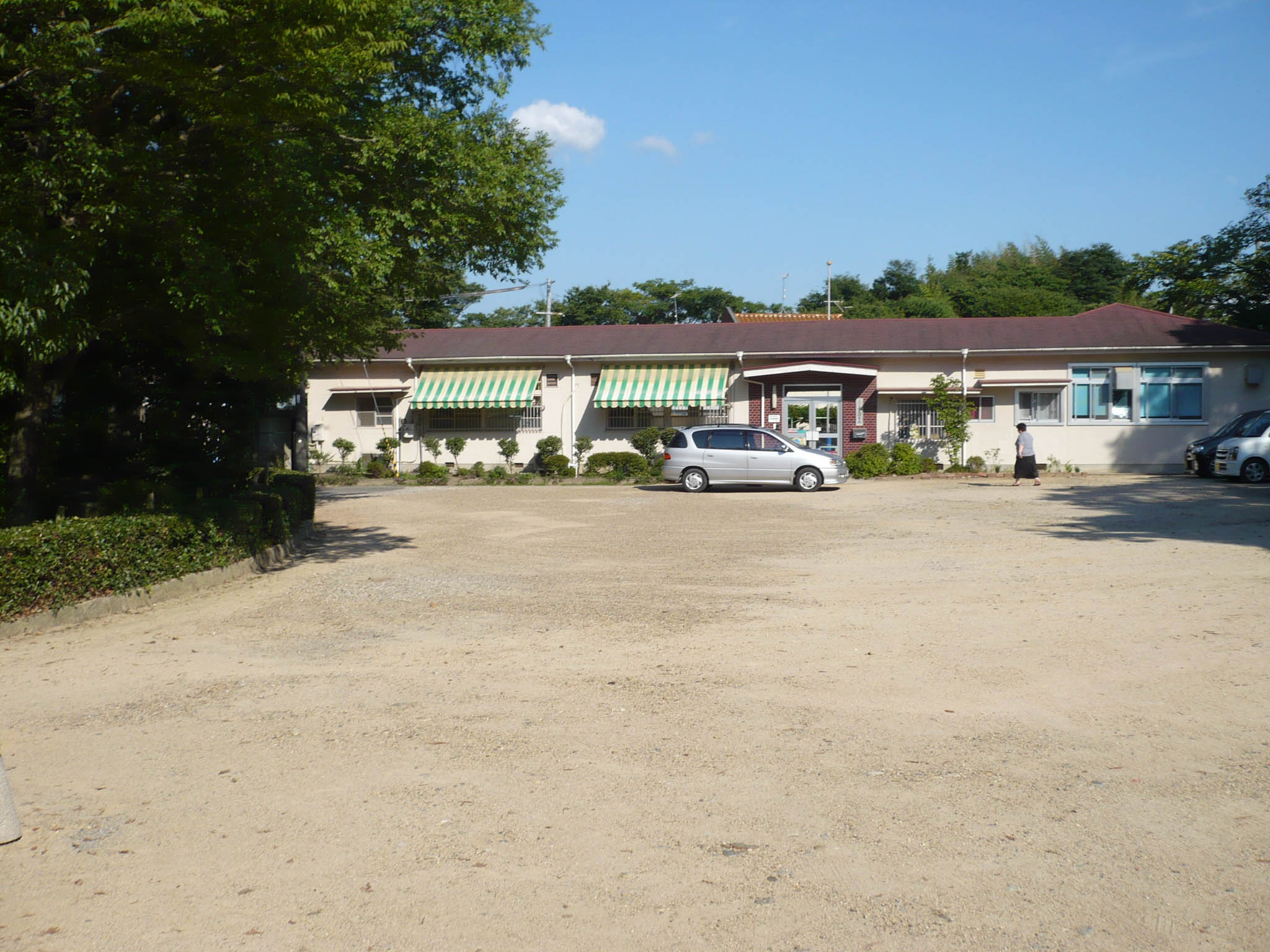
保育所
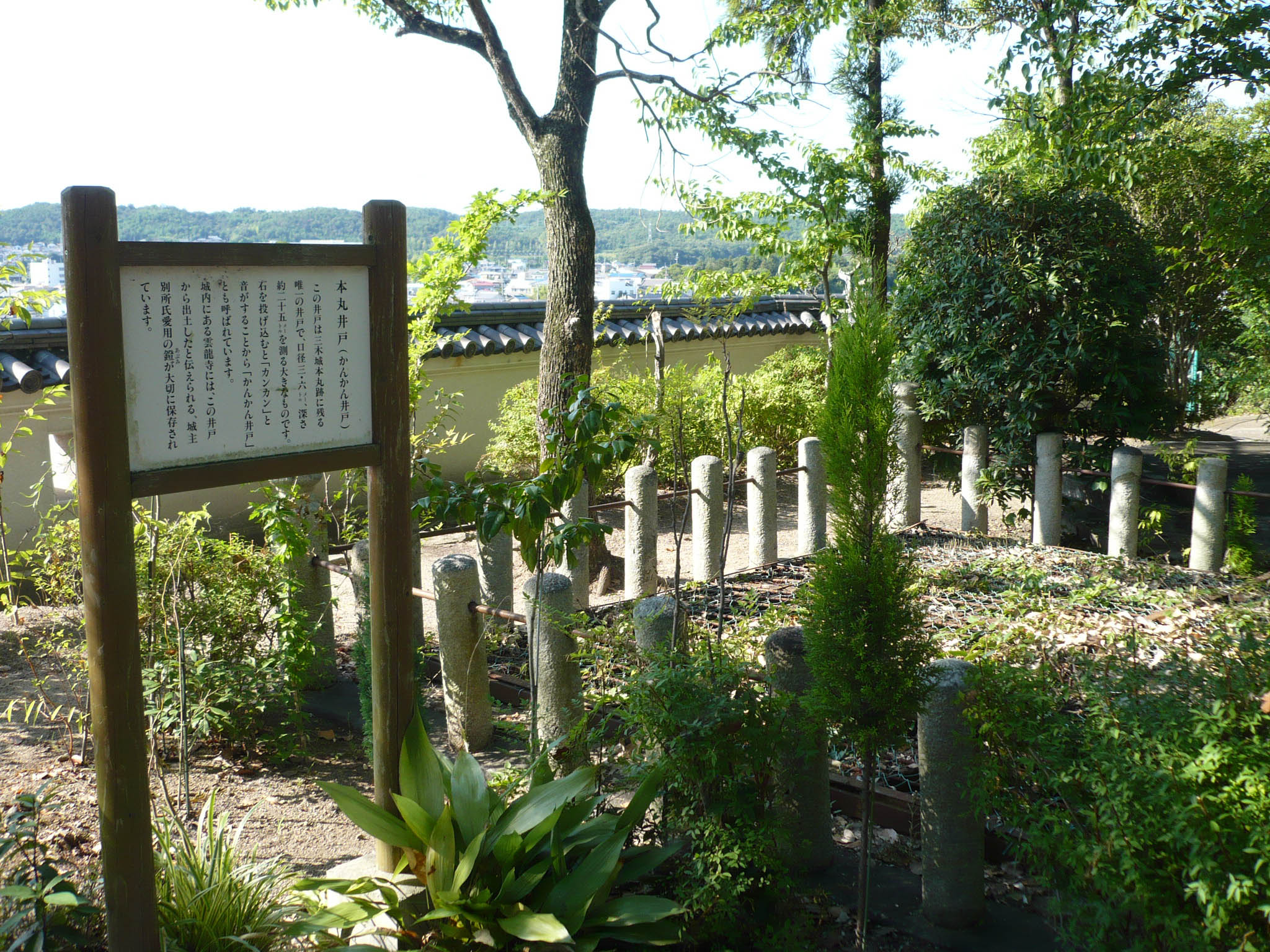
本丸井戸跡

### 西の丸（二の丸）
この場所には三木高校があったが、今はみき歴史資料館（旧三木市立図書館）と堀光美術館が建設されている。標高は57mで江戸時代迄には本丸に面した場所に櫓が建っており、高さが2間（約3.5m）の土塁があり、三方に空堀があったと思われている。三木市立図書館や堀光美術館が建設される前の発掘調査では、三木城の倉庫跡と思われる場所から21個の備前焼の大甕が発掘された。これに炭化した麦粒がついていたことから、食糧貯蔵用に使用されていたのでは考えられている。この大甕の復元品は三木市立図書館で展示されている。この発掘調査では、門、建物、内堀、外堀跡等の遺構と土器、軒丸瓦、銅銭、獣骨等の遺物も出土した。

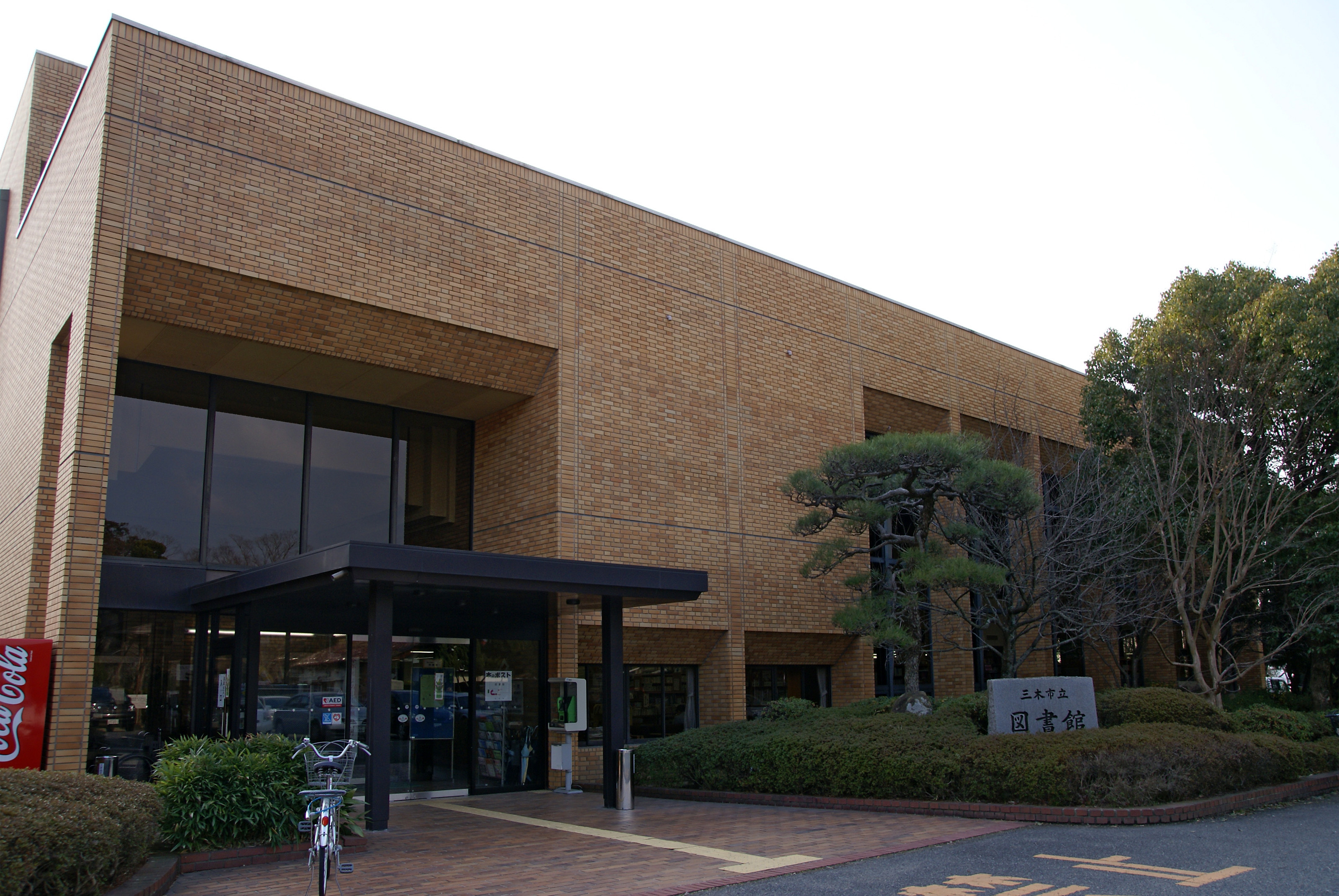
三木市立図書館
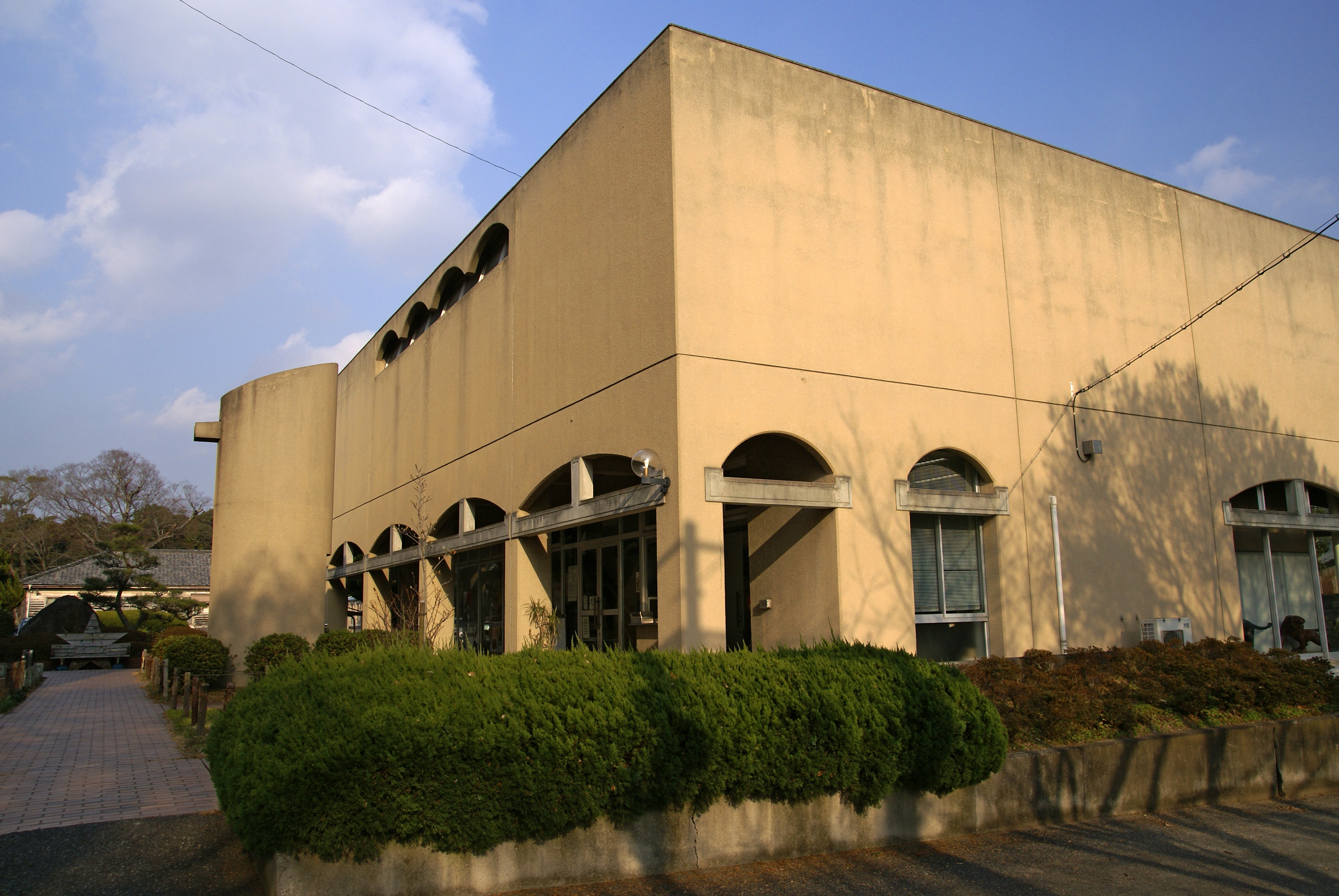
堀光美術館
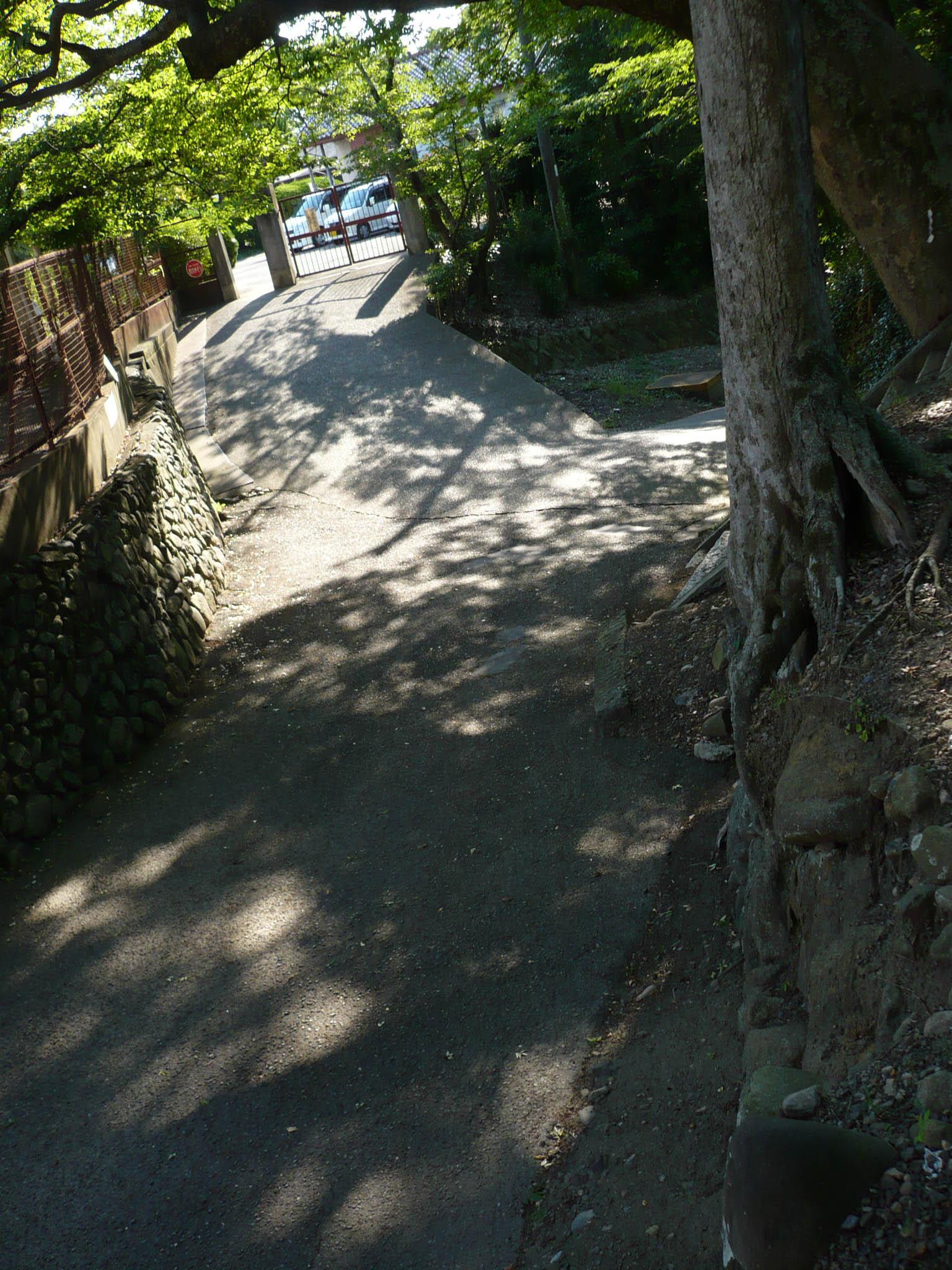
本丸と西の丸の間にある空堀跡

### 新城

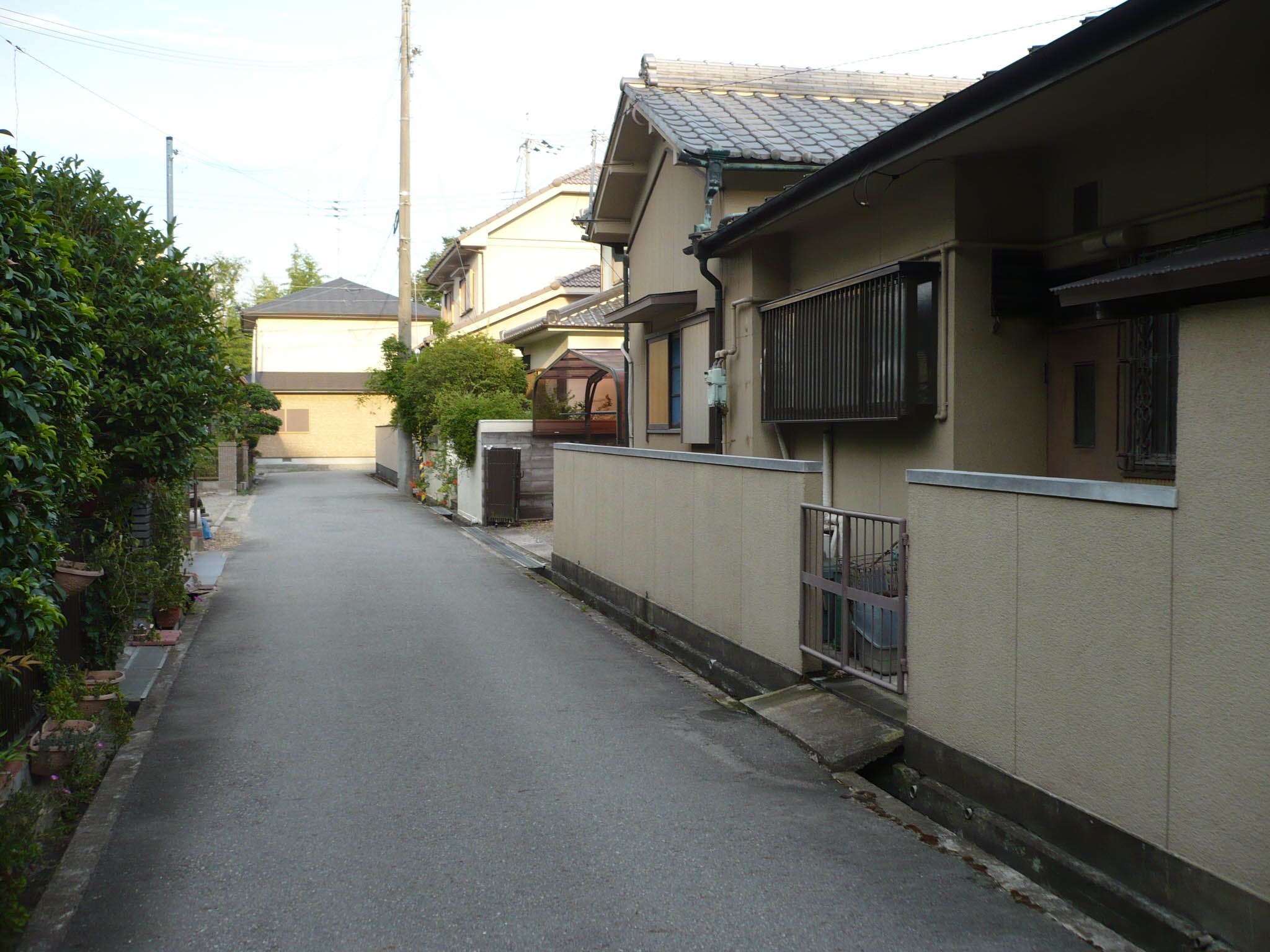
宅地化された新城曲輪跡

新城曲輪は、その名が示すとおり比較的後世（三木合戦以後ではないかと思われている）になって築かれたものと思われている。昭和35年（1960年）迄にはほぼ原形を留めていたが、堀を埋め土塁を崩し道路とし宅地化された。土塁の高さは2間で東側と南側に築き、その周りには空堀をめぐらしている。特に南側の土塁は鷹の尾曲輪を意識し、堀底から土塁の最長部は9mあったようである。虎口は南西にあり土塁が切れる場所には「蔀土居」が設けられていた。

### 雲龍寺
雲龍寺は三木城の城郭の一部だったと思われている。三木合戦で開城の際には別所長治が雲龍寺の和尚に後事を託し、日ごろ愛用していた品々を贈り、それが現在も寺宝として残されている。また、この寺の南側には別所長治と照子夫人の首塚が残されている。別所長治は当時の慣わしに従い、照子夫人と3歳になるわが子を刺殺し、その後切腹の場にのぞんだと伝わっている。

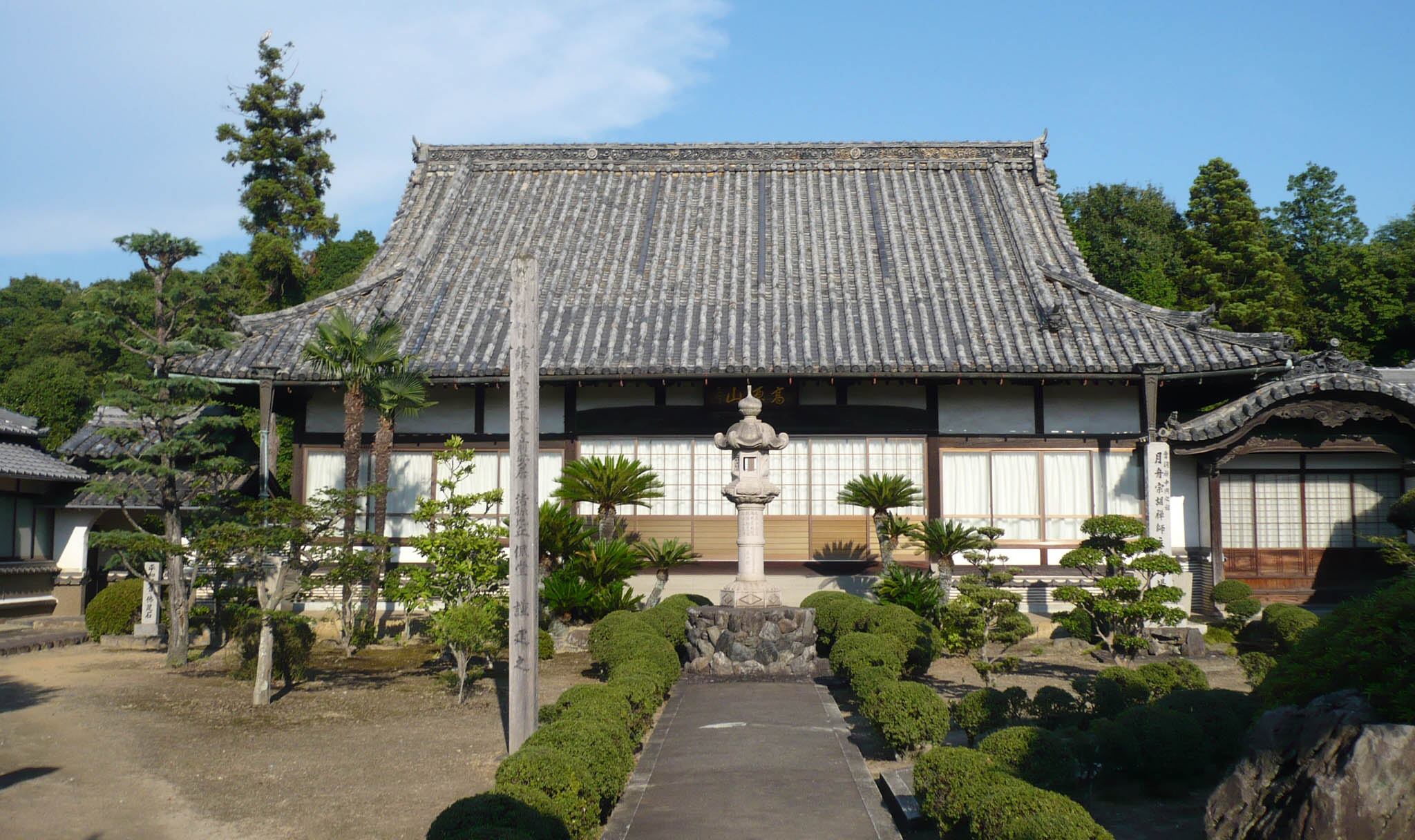
雲龍寺の本堂
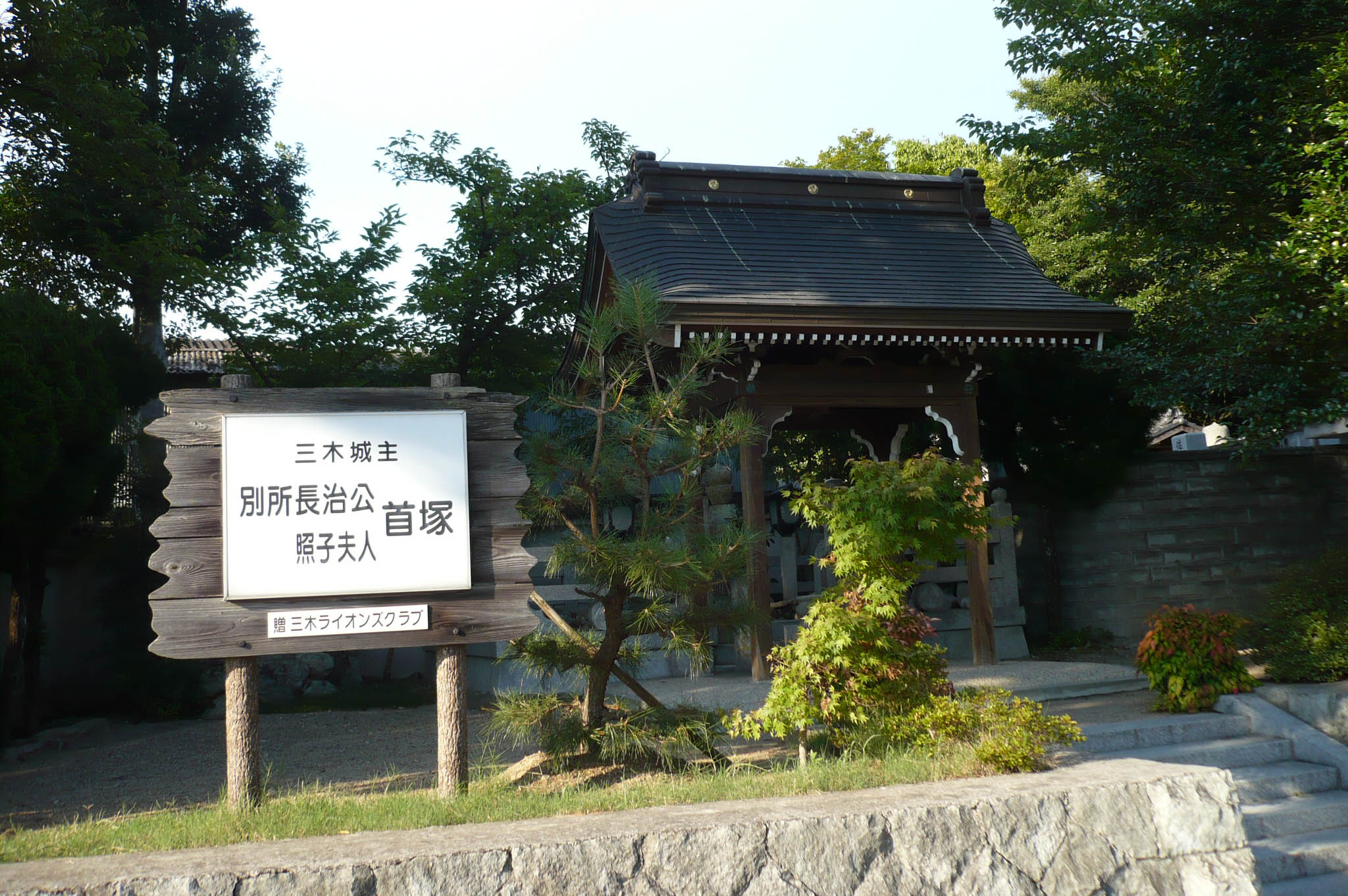
別所長治公と照子夫人の首塚

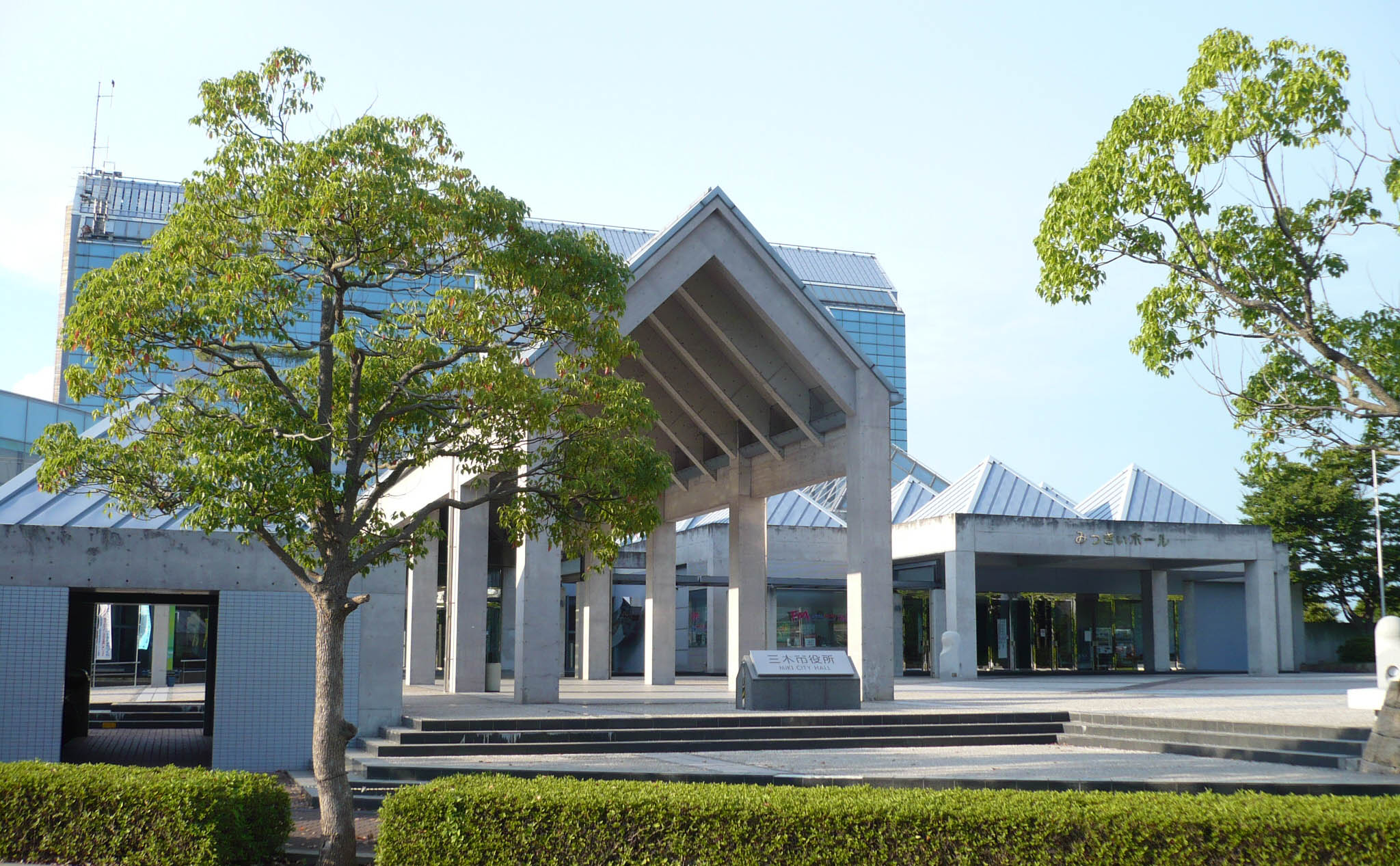
三木市市役所

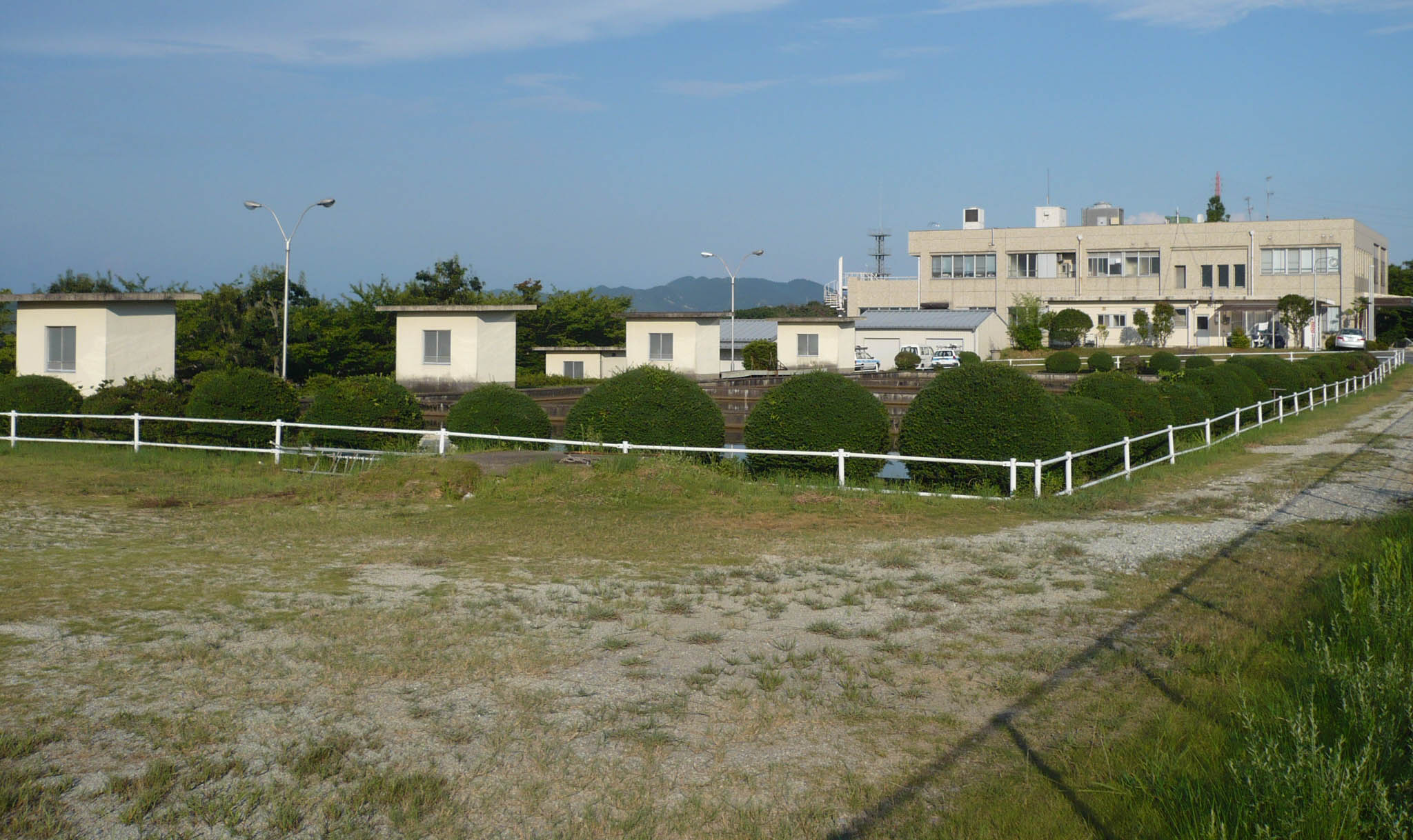
三木市浄水場

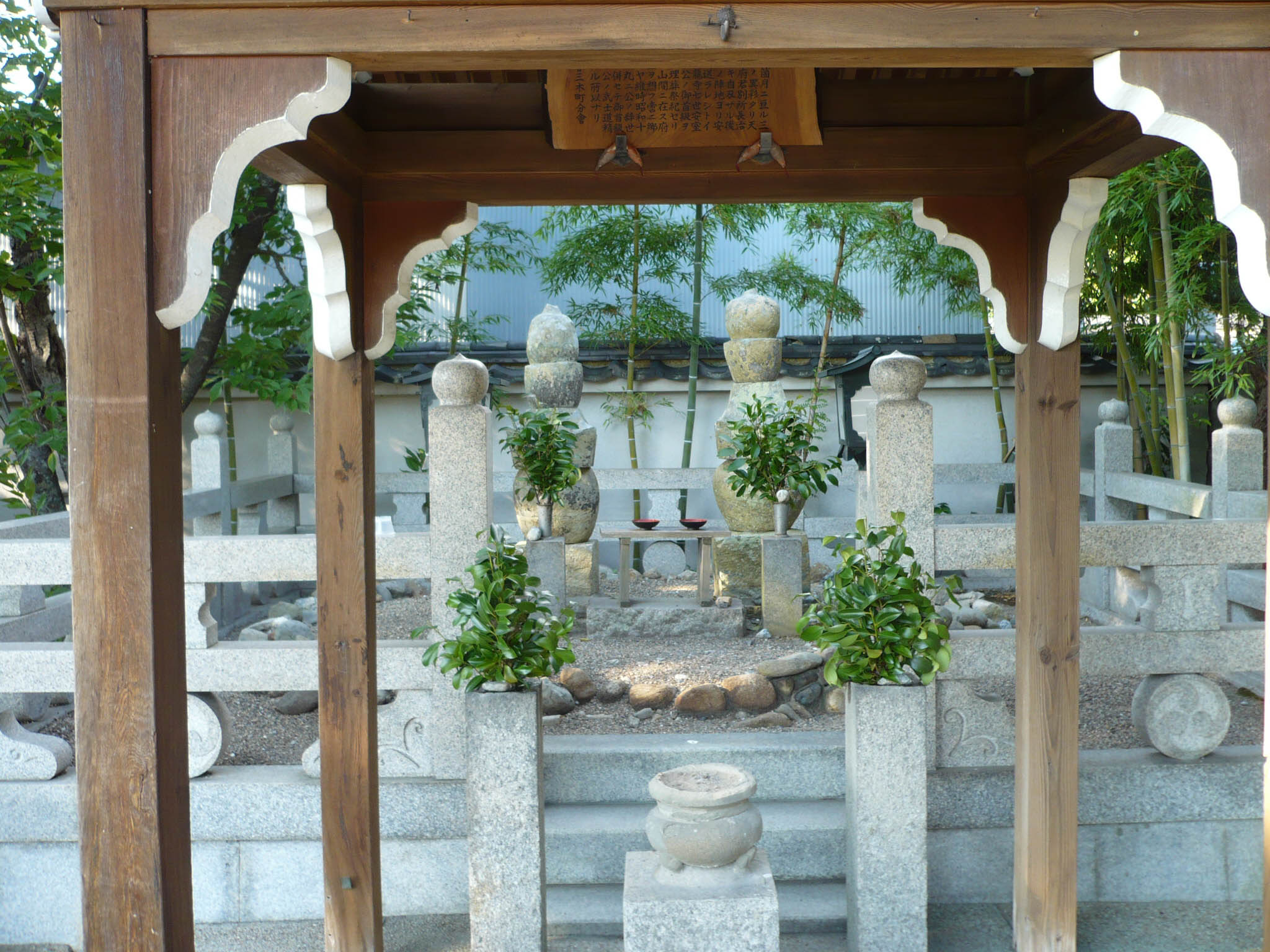
別所長治公と照子夫人の首塚

### その他曲輪
鷹の尾曲輪
この曲輪は別名「鷹尾城（鷹尾山城）」とも呼ばれており、東西細長い丘陵にあり新城曲輪より比高18mと高い場所にあり、本丸、西の丸、新城曲輪をよく見通すことができる。東側には土塁と空堀があるが、西側の丘陵は崩され現在は三木市役所が建設されている。
八幡山曲輪
この曲輪は別名「宮ノ上要害」とも呼ばれており、雲龍寺から南に250mのところに八幡山曲輪があった。鷹の尾曲輪との比高は15mで、羽柴秀吉がここに陣取り三木城を見下ろしたと言われている。現在は三木市の浄水場があり遺構は全く残っていない。
平山丸曲輪
この曲輪は三木城の北東隅にあり、当主・別所長治の次弟である治定の居館跡と伝わる。慶長6（1601）年に伊木忠次が城主となると、先君・池田恒興（勝入斎）追善のためにこの地に護国山勝入寺（現・護国山正入寺）を建立した。

最近の調査では羽柴秀吉が築いた付城群が30ヵ所、土塁線が10kmと次々と新しい発見がなされており、国の史跡に指定されている。

## 城跡へのアクセス
- 電車でのアクセス
  - 神戸電鉄 粟生線 三木上の丸駅 → 徒歩約5分
- 車でのアクセス
  - 山陽自動車道 三木小野インターチェンジ → 国道175号 → 兵庫県道20号
  - 上の丸公園内に駐車場有り

## 周辺情報
- 三木市立堀光美術館
- 三木市立図書館
- 三木市立金物資料館

## 関連文献
- 「雑賀の舟鉄砲」（小説、短編集「軍師二人」、「言い触らし団右衛門」に収録。司馬遼太郎著）
- 「武門の意地」（小説、短編集「西国城主」に収録。野中信二著）